# Partit de la Comunitat Comunista Angolesa
El Partit de la Comunitat Comunista Angolesa o PCCA (en portuguès: Partido da Comunidade Comunista Angolana) és un partit polític d'Angola. Baptista André José Simão és el president del partit. El partit va ser registrat a la Cort Suprema l'any 1994. Des de les eleccions parlementàries del 2008 no va poder participar per no obtenir les 5000 signatures de ciutadans amb dret de vot.